# Прасемитски език
Прасемитският език е хипотетична възстановка на говоримия език на предците на семитите, които обитавали Южна Арабия.
Редом с древноегипетския, праберберския и прачадския, е потомък на най-древния праафрикански език.
Приема се, че разпада на прасемитския започва през 4-3 хил. пр.н.е. Първият новосемитски език е акадския.